# Leptotrichella afroexigua
Leptotrichella afroexigua là một loài Rêu trong họ Dicranaceae. Loài này được (Müll. Hal. ex Dusén) Ochyra mô tả khoa học đầu tiên năm 1997.